# Wilhelmine Gulowsen
Wilhelmine Gulowsen, född 1848, död 1899, var en norsk journalist.   Hon var redaktör för kulturtidningen Figaro 1882-1883 och skrev kultursidan i flera tidningar i norsk press under sin karriär. 